# Ceddo
Ceddo es una película dramática senegalesa de 1977 dirigida por Ousmane Sembène. Fue presentada en la décima edición del Festival Internacional de Cine de Moscú. Al igual que otras películas de Sembène, Ceddo fue prohibida en Senegal por presentar los conflictos entre las religiones islámica y cristiana y las creencias étnicas y tradicionales.

## Sinopsis
En Senegal, después del establecimiento de la presencia europea en la zona, los ceddo (forasteros o no musulmanes) tratan de preservar su cultura tradicional contra la embestida del Islam, el cristianismo y el comercio de esclavos. Cuando el rey local Demba War se pone del lado de los musulmanes, los ceddo secuestran a su hija, Dior Yacine, para protestar por su conversión forzada al islam. Temiendo que su posición esté amenazada, el Imán local incita a los musulmanes a matar al rey y a los cristianos blancos traficantes de esclavos.

## Reparto
- Tabata Ndiaye es la princesa Dior
- Moustapha Yade es Madir Fatim Fall
- Ismaila Diagne es el secuestrador
- Matoura Dia es el rey
- Omar Gueye es Jarraf
- Mamadou Dioumé es Biram
- Nar Modou es Saxewar
- Ousmane Camara es Diogomay

## Recepción
En el portal especializado Rotten Tomatoes, la película cuenta con un 67% de aprobación de la crítica y un 71% de la audiencia. Dave Kehr del Chicago Reader afirmó: "La película senegalesa de Ousmane Sembene de 1977 fue censurada por atreverse a describir la vida en el África precolonial como algo casi paradisíaco". La reseña de la película en Time Out señaló: "Ceddo fue prohibida en Senegal por un absurdo tecnicismo que no es más que la punta del iceberg de las amenazas que plantea una producción que recoge la costra de muchas de las actuales llagas del país africano".